# Hradec nad Moravicí
Hradec nad Moravicí (in tedesco: Grätz) è una città della Repubblica Ceca orientale, nel Distretto di Opava, nella Regione di Moravia-Slesia.

## Monumenti e luoghi d'interesse
- Castello di Hradec nad Moravicí